# A Csőrös Harvey epizódjainak listája
Ez a lap a Csőrös Harvey című animációs sorozat epizódjainak listáját tartalmazza.
A Csőrös Harvey amerikai számítógépes animációs televíziós sorozat, amelyet CH Greenblatt készített a Nickelodeon számára. Az első epizód 2015. március 28-án mutatták be.
A sorozat középpontjában Csőrös Harvey, egy fiatal, barátságos madár és két legjobb barátja, Fee és Foo állnak. A trió együtt kalandozik és huncutságokat keres egy varázslatos erdőben.
2015. június 21-én a Nickelodeon berendelte a második és  egyben az utolsó évadát. A premierje 2016. június 13 -án volt.

## Évados áttekintés
| Évad | Évad          | Epizódok      | Eredeti sugárzás  | Eredeti sugárzás   | Magyar sugárzás     | Magyar sugárzás      |
| Évad | Évad          | Epizódok      | Évadpremier       | Évadfinálé         | Évadpremier         | Évadfinálé           |
| ---- | ------------- | ------------- | ----------------- | ------------------ | ------------------- | -------------------- |
|      | Bevezető rész | Bevezető rész | 2016. július 23.  | 2016. július 23.   | n/a                 | n/a                  |
|      | 1             | 26            | 2015. március 28. | 2016. június 10.   | 2015. augusztus 17. | 2016. július 6.      |
|      | 2             | 26            | 2016. június 13.  | 2017. december 29. | 2017. január 5.     | 2017. szeptember 28. |

## Epizódok

### Bevezető rész
| #  | Hivatalos epizódcím | Írta és rendezte | Hivatalos premier         | Produkciós kód |
| -- | ------------------- | ---------------- | ------------------------- | -------------- |
| 0. | Bad Seeds           | C.H. Greenblatt  | 2016. július 23. (online) | 001            |

### 1. évad
| #   | Eredeti cím                               | Magyar cím                        | Író                                                                     | Eredeti premier      | Magyar premier       |
| --- | ----------------------------------------- | --------------------------------- | ----------------------------------------------------------------------- | -------------------- | -------------------- |
| 1.  | Pe-Choo!                                  | Pííí-tyú!                         | C.H. Greenblatt                                                         | 2015. március 28.    | 2015. augusztus 17.  |
| 1.  | The Spitting Tree                         | A köpködő fa                      | Kevin A. Kramer, Hannah Ayoubi és Brandon B.                            | 2015. március 29.    | 2015. augusztus 17.  |
| 2.  | The Finger                                | Az ujj                            | C.H. Greenblatt, Hannah Ayoubi és Brandon B.                            | 2015. április 5.     | 2015. augusztus 24.  |
| 2.  | The Negatives of Being Positively Charged | A pozitív feltöltődés negatívumai | Shane Houghton, Charlie Gavin és Chris Houghton                         | 2015. április 5.     | 2015. augusztus 25.  |
| 3.  | The Rentl Bike                            | Bérelt bringa                     | Shane Houghton, Charlie Gavin és Chris Houghton                         | 2015. április 12.    | 2015. augusztus 20.  |
| 3.  | Anti-Valentine's Day                      | Anti-valentin nap                 | Dani Michaeli, Monica Ray és Nicholas Sumida                            | 2015. április 12.    | 2015. augusztus 21.  |
| 4.  | Nightclub Night                           | Éjszakai élet                     | Shane Houghton, Charlie Gavin és Chris Houghton                         | 2015. április 19.    | 2015. augusztus 28.  |
| 4.  | The Rebel                                 | A lázadó                          | Katie Mattila, Monica Ray és Nicholas Sumida                            | 2015. április 19.    | 2015. augusztus 31.  |
| 5.  | Harvey's First Scar                       | Harvey első sebhelye              | Shane Houghton, Charlie Gavin és Chris Houghton                         | 2015. április 26.    | 2015. szeptember 1.  |
| 5.  | The Nature of Nature                      | A természet természete            | Dani Michaeli, Hannah Ayoubi és Brandon B.                              | 2015. május 2.       | 2015. szeptember 2.  |
| 6.  | A Tail of Les Squirrels                   | Mókusfarok                        | C.H. Greenblatt                                                         | 2015. április 26.    | 2015. augusztus 26.  |
| 6.  | Someone's Stealing My Stuff               | Valaki lopja a cuccaimat          | Dani Michaeli, Hannah Ayoubi és Brandon B.                              | 2015. május 2.       | 2015. augusztus 27.  |
| 7.  | The Ghost Problem                         | Kísértet probléma                 | Amalia Levari, Charlie Gavin és Chris Houghton                          | 2015. május 17.      | 2015. szeptember 3.  |
| 7.  | Princess Is Better Than You               | Masni jobb nálad                  | Shane Houghton, Monica Ray és Nicholas Sumida                           | 2015. május 2.       | 2015. szeptember 4.  |
| 8.  | The Almighty Foo                          | A hatalmas Foo                    | Shane Houghton, Zeus Cervas és Colin Heck                               | 2015. május 17.      | 2015. szeptember 9.  |
| 8.  | Old Fashioned Dade                        | Vaskalapos Dade                   | Kevin A. Kramer, Aaron Austin, Hannah Ayoubi és Brandon B.              | 2015. május 2.       | 2015. szeptember 10. |
| 9.  | Comet Night?                              | Üstökös este?                     | Kevin A. Kramer, Zeus Cervas és Colin Heck                              | 2015. május 10.      | 2015. augusztus 19.  |
| 9.  | Comet Night!                              | Üstökös este!                     | Amalia Levari, Monica Ray és Nicholas Sumida                            | 2015. május 10.      | 2015. augusztus 18.  |
| 10. | The Sleepover's Over                      | Az ottalvós buli vége             | Kevin A. Kramer, Charlie Gavin és Chris Houghton                        | 2015. május 24.      | 2015. szeptember 9.  |
| 10. | Certified Babysitter                      | Okleveles bébiszitter             | Katie Mattila, Monica Ray és Nicholas Sumida                            | 2015. május 24.      | 2015. szeptember 10. |
| 11. | Fee's Haircut                             | Fee frizurája                     | Amalia Levari, Zeus Cervas és Colin Heck                                | 2015. július 18.     | 2015. szeptember 11. |
| 11. | Harvey's Favorite Book                    | Harvey kedvenc könyve             | Amalia Levari, Aaron Austin és Hannah Ayoubi                            | 2015. július 18.     | 2015. szeptember 11. |
| 12. | Dad Band                                  | Apák zenekara                     | Dani Michaeli, Charlie Gavin és Chris Houghton                          | 2015. július 25.     | 2016. február 15.    |
| 12. | Foo's Panic Room                          | Foo pánik szobája                 | Kevin A. Kramer, Monica Ray és Nicholas Sumida                          | 2015. július 25.     | 2016. február 15.    |
| 13. | A Day of No To-Do                         | A nem-szabad napja                | Katie Mattila, Aaron Austin és Hannah Ayoubi                            | 2015. szeptember 7.  | 2016. február 17.    |
| 13. | Recipe for Disaster                       | Katasztrófa recept                | Shane Houghton, Charlie Gavin és Chris Houghton                         | 2015. szeptember 7.  | 2016. február 16.    |
| 14. | King of Pranks                            | Becsapás király                   | Shane Houghton, Charlie Gavin és Chris Houghton                         | 2015. szeptember 18. | 2016. február 18.    |
| 14. | Randl's Scandl                            | Randl botránya                    | Amalia Levari, Monica Ray és Nicholas Sumida                            | 2015. szeptember 25. | 2016. február 18.    |
| 15. | Night Maid                                | Seprő                             | Kevin A. Kramer, Madeleine Flores és Colin Heck                         | 2015. október 2.     | 2016. február 22.    |
| 15. | Icky Chicky                               | Pici csiki                        | Shane Houghton, Charlie Gavin és Chris Houghton                         | 2015. október 9.     | 2016. február 23.    |
| 16. | Buds Before Studs                         | Barátok mindenek előtt            | Amalia Levari, Monica Ray és Nicholas Sumida                            | 2015. október 16.    | 2016. február 24.    |
| 16. | Harvey Fights Katz                        | Harvey kontra Kratz               | Kevin A. Kramer, Madeleine Flores és Colin Heck                         |                      | 2016. február 25.    |
| 17. | Le Corn Maze...OF DOOM!                   | Labirintus... a rémületbe         | Shane Houghton, Charlie Gavin és Chris Houghton                         | 2015. október 23.    | 2016. október 31.    |
| 17. | Harvey Isn't Scary                        | Harvey nem ijesztő                | Kevin A. Kramer, Madeleine Flores és Colin Heck                         | 2015. október 23.    | 2016. október 31.    |
| 18. | Yampions                                  | Yampionok                         | Amalia Levari, Monica Ray és Nicholas Sumida                            | 2015. november 13.   | 2016. február 26.    |
| 18. | Barkball                                  | Kéreglabda                        | Carson Montgomery, Charlie Gavin és Chris Houghton                      | 2015. november 20.   | 2016. február 29.    |
| 19. | Junior Squealers                          | Ifi cincogók                      | Kevin A. Kramer, Monica Ray és Nicholas Sumida                          | 2016. január 15.     | 2016. március 1.     |
| 19. | The Storm                                 | A vihar                           | Kevin A. Kramer, Tyler Chen és Colin Heck                               | 2016. január 22.     | 2016. március 2.     |
| 20. | Steamgate                                 | Gőzdimenzió                       | Shane Houghton, Aaron Austin és Hannah Ayoubi                           | 2016. január 29.     | 2016. június 20.     |
| 20. | Yeti Ready                                | Jeti randi                        | Amalia Levari, Colin Heck és Chris Pianka                               | 2016. február 5.     | 2016. június 20.     |
| 21. | Terrybear                                 | Terimaci                          | Kevin A. Kramer, Aaron Austin és Hannah Ayoubi                          | 2016. február 19.    | 2016. június 21.     |
| 21. | Bark Kart                                 | Gokartverseny                     | Shane Houghton, Charlie Gavin és Chris Houghton                         | 2016. február 26.    | 2016. június 22.     |
| 22. | Wade Is Cooler Than Dade                  | Wade jobb fej, mint Dade          | Shane Houghton, Monica Ray és Nicholas Sumida                           | 2016. június 6.      | 2016. június 23.     |
| 22. | King of the Castle                        | A kastély a király                | Kevin A. Kramer, Colin Heck és Chris Pianka                             | 2016. június 6.      | 2016. június 24.     |
| 23. | Foofee                                    | FeeFoo nyelv                      | Dani Michaeli, Aaron Austin és Hannah Ayoubi                            | 2016. június 7.      | 2016. június 27.     |
| 23. | Why Are You Even Friends?                 | Ki a legjobb barát?               | Shane Houghton, Charlie Gavin és Chris Houghton                         | 2016. június 7.      | 2016. június 28.     |
| 24. | Alone                                     | Egyedül                           | Shane Houghton és C.H. Greenblatt                                       | 2016. június 8.      | 2016. július 4.      |
| 24. | Foo Shoes                                 | A Foo cipő                        | Dani Michaeli, Charlie Gavin és Chris Houghton                          | 2016. június 8.      | 2016. június 30.     |
| 25. | The Punishment                            | A büntetés                        | Kevin A. Kramer, Monica Ray és Nicholas Sumida                          | 2016. június 9.      | 2016. június 29.     |
| 25. | Arbor Day                                 | Lugas nap                         | Amalia Levari, Aaron Austin és Hannah Ayoubi                            | 2016. június 9.      | 2016. július 1.      |
| 26. | Double Digits                             | Dupla évszám                      | Shane Houghton, Kevin A. Kramer, Amalia Levari, Colin Heck és Liz Climo | 2016. június 10.     | 2016. július 5.      |
| 26. | Fee and Foo's First Birthday              | Fee és Foo első szülinapja        | Dani Michaeli, Monica Ray és Nicholas Sumida                            | 2016. június 10.     | 2016. július 6.      |

### 2. évad
| #   | Eredeti cím                                    | Magyar cím                            | Író                                                                                         | Eredeti premier      | Magyar premier             |
| --- | ---------------------------------------------- | ------------------------------------- | ------------------------------------------------------------------------------------------- | -------------------- | -------------------------- |
| 1.  | The New Bugaboo                                | Az új Bugaboo                         | Kevin A. Kramer, Aaron Austin & Hannah Ayoubi                                               | 2016. június 13.     | 2017. január 5.            |
| 1.  | The Case of the Missing Pancake                | Az eltűnt palacsinta rejtélye         | Dani Michaeli, Ashlyn Anstee & Anna O'Brian                                                 | 2016. június 14.     | 2017. január 4.            |
| 2.  | Kathy with a K                                 | Simán csak Kati                       | Amalia Levari, Monica Ray & Nicholas Sumida                                                 | 2016. június 15.     | 2017. január 6.            |
| 2.  | Harvey's Pet                                   | Harvey kicsi növénykéje               | Shane Houghton, Chris Houghton & Charlie Gavin                                              | 2016. június 16.     | 2017. január 9.            |
| 3.  | Fee's Pyramid                                  | Fee piramisa                          | Amalia Levari, Ashlyn Anstee & Anna O'Brian                                                 | 2016. június 17.     | 2017. január 10.           |
| 3.  | Life Deb                                       | Életadósság                           | Shane Houghton, Aaron Austin & Hannah Ayoubi                                                | 2016. június 20.     | 2017. január 11.           |
| 4.  | The Feelings                                   | Érzelmek                              | Kevin A. Kramer, Monica Ray & Nicholas Sumida                                               | 2016. június 21.     | 2017. március 20.          |
| 4.  | Bag of Naughty                                 | Kábítózsák                            | Kevin A. Kramer, Chris Houghton & Charlie Gavin                                             | 2016. június 22.     | 2017. március 21.          |
| 5.  | Steampunks (Part 1)                            | Gőzmukik 1. rész                      | Shane Houghton, Aaron Austin, Hannah Ayoubi, Ashlynn Anstee & Anna O'Brian                  | 2016. június 23.     | 2017. január 2.            |
| 6.  | Steampunks (Part 2)                            | Gőzmukik 2. rész                      | Shane Houghton, Monica Ray, Nicholas Sumida, Chris Houghton & Charlie Gavin                 | 2016. június 24.     | 2017. január 3.            |
| 7.  | Mr. & Mrs. Borks                               | Cserres házaspár                      | Kevin A. Kramer, Amalia Levari, Charlie Gavin, Chris Houghton, Monica Ray & Nicholas Sumida | 2016. szeptember 23. | 2017. március 29.          |
| 8.  | Operation Peanut Butter                        | Nutella akció                         | Shane Houghton, Aaron Austin & Hannah Ayoubi                                                | 2016. szeptember 27. | 2017. március 22.          |
| 8.  | Little Littlebark                              | Mini pagony                           | Kevin A. Kramer, Ashlyn Anstee & Anna O'Brian                                               | 2016. szeptember 28. | 2017. március 23.          |
| 9.  | Repo Fee                                       | Fee a behajtó                         | Dani Michaeli, Monica Ray & Nicholas Sumida                                                 | 2016. szeptember 29. | 2017. március 24.          |
| 9.  | Stalemates                                     | Remi-ikrek                            | Shane Houghton, Chris Houghton & Charlie Gavin                                              | 2016. szeptember 30. | 2017. március 27.          |
| 10. | Technoscare                                    | Technomaci halloweenje                | Shane Houghton, Aaron Austin, Hannah Ayoubi, Ashlynn Anstee & Anna O'Brian                  | 2016. október 15.    | 2017. október 29.          |
| 11. | It's Christmas, You Dorks!                     | Karácsony van, kölykök!               | C.H. Greenblatt, Shane Houghton, Kevin A. Kramer, Amalia Levari & Dani Michaeli             | 2016. december 9.    | 2018. október 25. (HBO GO) |
| 12. | Rockbark Rocks                                 | Romboló rock                          | Kevin A. Kramer, Ashlyn Anstee, and Anna O'Brian                                            | 2017. március 1.     | 2017. június 1.            |
| 12. | Ocean Promotion                                | Előléptetés                           | Carson Montgomery, Chris Houghton, and Tyler Chen                                           | 2017. március 1.     | 2017. május 31.            |
| 13. | Jeremy:Defender of the Forest                  |                                       | Shane Houghton, Aaron Austin, and Hannah Ayoubi                                             | 2017. március 8.     | 2017. június 6.            |
| 13. | Princess Harvey                                |                                       | Kevin A. Kramer, Ashlyn Anstee, and William Reiss                                           | 2017. március 8.     | 2017. június 7.            |
| 14. | The Split                                      |                                       | Carson Montgomery, Monica Ray, and Nicholas Sumida                                          | 2017. március 15.    | 2017. június 8.            |
| 14. | The Dade                                       |                                       | Shane Houghton, Charlie Gavin, and Anna O'Brian                                             | 2017. március 15.    | 2017. június 9.            |
| 15. | Secret Gordon                                  | A titkos kert                         | Amalia Levari, Monica Ray, and Nicholas Sumida                                              | 2017. március 22.    | 2017. június 2.            |
| 15. | The Unkown Comic                               | Az ismeretlen rajzoló                 | Dani Michaeli, Chris Houghton, and Charlie Gavin                                            | 2017. március 22.    | 2017. június 5.            |
| 16. | The Blister                                    | Makacs bácsi                          | Carson Montgomery, Aaron Austin, and Hannah Ayoubi                                          | 2017. március 29.    | 2017. május 30.            |
| 16. | The Bad Seed                                   | A jövő réme                           | Dani Michaeli, Monica Ray, and Nicholas Sumida                                              | 2017. március 29.    | 2017. május 29.            |
| 17. | The Ballad of Muesli and Jangles               | Mózli és Jangles                      | Amalia Levari, Aaron Austin, and Hannah Ayoubi                                              | 2017. április 5.     | 2017. március 28.          |
| 17. | Floo-id                                        | Foo-lyékony                           | Shane Houghton, Ashlyn Anstee, and Anna O'Brian                                             | 2017. április 5.     | 2017. március 29.          |
| 18. | Hug Life                                       | Öllentét                              | Carson Montgomery, Aaron Austin, and Hannah Ayoubi                                          | 2017. december 18.   | 2017. szeptember 18.       |
| 18. | On the Fence                                   | Korlátlelet                           | Kevin A. Kramer, Charlie Gavin, and Anna O'Brian                                            | 2017. december 18.   | 2017. szeptember 18.       |
| 19. | Princess Wants a Mom                           | Masni mamát akar                      | Amalia Levari, Monica Ray, and Nicholas Sumida                                              | 2017. december 26.   | 2017. szeptember 19.       |
| 19. | Rage Against the Michelle                      | A düh-ragály                          | Dani Micheali, Aaron Austin, and Hannah Ayoubi                                              | 2017. december 26.   | 2017. szeptember 19.       |
| 20. | Break the Lake                                 | Tótágas                               | Kevin A. Kramer, Ashlyn Anstee, and Nicholas Sumida                                         | 2017. december 22.   | 2017. szeptember 20.       |
| 20. | The Amazing Harvey                             | A bámulatos Harvey                    | Steven Banks, Wesley Fuh, and Monica Ray                                                    | 2017. december 22.   | 2017. szeptember 20.       |
| 21. | The Late Late Afternoon Show with Harvey Beaks | Késő délutáni műsor Csőrös Harvey-val | Carson Montgomery, Charlie Gavin, and Anna O'Brian                                          | 2017. december 19.   | 2017. szeptember 21.       |
| 21. | Grunicorn                                      | A grunikornis                         | Dani Michaeli, Aaron Austin, Celestino Marina, and Chris Pianka                             | 2017. december 19.   | 2017. szeptember 21.       |
| 22. | Photo Finished                                 | Fotóőrület                            | Jeff Trammell, Ashlyn Anstee, and Nicholas Sumida                                           | 2017. december 20.   | 2017. szeptember 22.       |
| 22. | Squashbuckling                                 | Tökösdereglye                         | Kevin A. Kramer, Wesley Fuh, and Diana Lafyatis                                             | 2017. december 20.   | 2017. szeptember 22.       |
| 23. | Leaf it to Kathy                               | Levél levelek                         | Amalia Levari, Hannah Ayoubi, Celestino Marina, and Chris Pianka                            | 2017. december 28.   | 2017. szeptember 25.       |
| 23. | A Child's Guide to Surviving in the Wild       | Túlélési útmutató gyerekeknek         | Kevin A. Kramer, Ashlyn Anstee, and Nicholas Sumida                                         | 2017. december 28.   | 2017. szeptember 25.       |
| 24. | Grand Hotel                                    | Grand Motel                           | Steven Banks, Charlie Gavin, and Anna O'Brian                                               | 2017. december 27.   | 2017. szeptember 26.       |
| 24. | Missing Harvey                                 | Harvey hiányzik                       | Steven Banks, Charlie Gavin, and Anna O'Brian                                               | 2017. december 27.   | 2017. szeptember 26.       |
| 25. | Hair to Help                                   | Őrült haj-sza                         | Kevin A. Kramer, Aaron Austin, and Hannah Ayoubi                                            | 2017. december 21.   | 2017. szeptember 27.       |
| 25. | Later Dingus                                   | Pápá,dinkafej                         | Amalia Levari and William Reiss                                                             | 2017. december 21.   | 2017. szeptember 27.       |
| 26. | The End and the Beginning                      | A vég és a kezdet                     | C. H. Greenblatt, Ashlyn Anstee, and Nicholas Sumida                                        | 2017. december 29.   | 2017. szeptember 28.       |